# Capsala pelamydis
Capsala pelamydis är en plattmaskart. Capsala pelamydis ingår i släktet Capsala och familjen Capsalidae. Inga underarter finns listade i Catalogue of Life.